# Pierre Michel

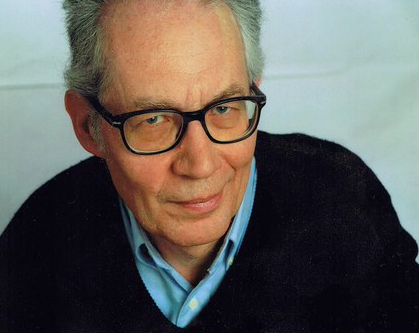
Pierre Michel, 2006

Pierre Michel (* 11. Juni 1942 in Toulon) ist ein französischer Literaturprofessor und Wissenschaftler, der sich auf den Schriftsteller Octave Mirbeau spezialisiert hat.

## Leben
Nachdem er 1992 seine Dissertation über die Werke von Octave Mirbeau an der Universität Angers erfolgreich verteidigt hatte, gründete der Sohn des Historikers Henri Michel ein Jahr später die „Société Octave Mirbeau“. Neben seinem Amt als Präsident der Literaturgesellschaft ist er unter anderem auch Gründer und Chefredakteur des Cahiers Octave Mirbeau Journals.
Michel hat als Biograph von Mirbeau wissenschaftliche Arbeiten zu dessen Gesamtwerk veröffentlicht: Romane, Theaterstücke, Artikel und Briefverkehr. Nach Erscheinen der ersten Auflage seines Bandes über Mirbeaus Correspondance générale wurde er im Oktober 2003 mit dem Sévigné Preis ausgezeichnet.

## Werke
- Octave Mirbeau, l'imprécateur au cœur fidèle, biographie, Paris : Séguier (1990). ISBN 978-2-87736-162-0
- Alice Regnault, épouse Mirbeau: „le sourire affolant de l'éternelle jeunesse“ Reims : À l'écart (1994).
- Les Combats d’Octave Mirbeau (1995).
- Lucidité, désespoir et écriture (2001).
- Jean-Paul Sartre et Octave Mirbeau (2005).
- Albert Camus et Octave Mirbeau (2005).
- Octave Mirbeau et le roman (2005).
- Bibliographie d’Octave Mirbeau (2008).
- Les Articles d'Octave Mirbeau (2009).
- Dictionnaire Octave Mirbeau, L'Âge d'Homme, 2011, 1195 s.